# Greenfield Park
Greenfield Park är ett arrondissement i staden Longueuil i den kanadensiska provinsen Québec och ingår i staden Montréals storstadsområde. Den grundades 24 mars 1911 som en småstad (town) och den 1 januari 2002 gick den ihop med Longueuil och blev ett arrondissement.
Arrondissementet breder sig ut över 4,78 kvadratkilometer (km2) stor yta och hade en folkmängd på 16 969 personer vid den nationella folkräkningen 2011.